# Saya Sakakibara
Saya Sakakibara (* 23. August 1999 in Gold Coast) ist eine australische Radrennfahrerin und Olympiasiegerin im BMX-Rennsport.

## Sportlicher Werdegang
Sakakibara hat einen britischen Vater und eine japanische Mutter. Als sie zwei Jahre alt war, zog ihre Familie zu den Großeltern nach Japan, wo sie sechs Jahre lebten. In dieser Zeit begann Sakakibara mit BMX-Rennen nach dem Vorbild ihres älteren Bruders Kai. 2007 zog die Familie ins australische Sydney, wo Sakakibara in den Jugend-Altersklassen mehrere Titel sammelte.
Als Juniorin gewann Sakakibara 2016 und 2017 jeweils die australischen und die ozeanischen Meisterschaften, dazu war sie bei den Weltmeisterschaften Zweite hinter Beth Shriever. Bereits 2016 stand sie im BMX-Weltcup, bei dem Elite und Junioren im selben Rennen fuhren, erstmals auf dem Podium. 2018, in ihrem ersten Jahr in der Elite, gewann Sakakibara ihr erstes Weltcup-Rennen, war in der Gesamtwertung des Weltcups 2018 Zweite und stand im Finale der BMX-Weltmeisterschaften, wo sie Sechste wurde. In der Folge war sie eine der besten Fahrerinnen des Weltcups, von 2019 bis 2024 stand sie bei fast jedem Weltcup-Auftritt im Finale.
2019 gewann Sakakibara die Ozeanien-Meisterschaften, wie auch ihr Bruder bei den Männern. Zudem siegte sie im Test-Event für die Olympischen Spiele in Tokio, die für 2020 geplant waren. Nachdem diese infolge der Corona-Pandemie auf 2021 verschoben worden waren, startete Sakakibara auch dort im olympischen BMX-Rennen und widmete die Teilnahme ihrem Bruder Kai, der zuvor bei einem Rennunfall Hirnverletzungen davongetragen hatte. Im letzten Halbfinallauf kollidierte sie, in Führung liegend, mit Alise Willoughby; die Folgen des Sturzes beschäftigten sie noch Monate später. Ende des Jahres wurde sie dennoch australische Meisterin und verteidigte diesen Titel in den beiden Folgejahren. 2023 war ihre bis dahin erfolgreichste Saison: Sie gewann zum zweiten Mal die Ozeanien-Meisterschaften und erzielte fünf Siege im Weltcup 2023, dazu war sie Erste in der Gesamtwertung. Bei den BMX-Rennsport-Weltmeisterschaften 2023 in Glasgow erzielte sie mit dem vierten Platz ihr bislang bestes Ergebnis.
Im BMX-Weltcup 2024 siegte Sakakibara in drei von sechs Läufen und gewann mit großem Abstand die Gesamtwertung. Bei den Weltmeisterschaften 2024 startete sie daher als Favoritin, konnte aber im Finale nach schlechtem Start nicht entscheidend eingreifen und wurde Achte. Im olympischen BMX-Rennen gewann sie alle sieben Läufe, in denen sie antrat, mit großem Vorsprung und wurde Olympiasiegerin.

## Erfolge
2016
 Ozeanien-Meisterin (Junioren)
 Australische Meisterin (Junioren)
2017
 Ozeanien-Meisterin (Junioren)
 Australische Meisterin (Junioren)
 Weltmeisterschaften (Junioren)
2018
ein Weltcup-Sieg
2019
 Ozeanien-Meisterin
2021
 Australische Meisterin
2022
 Australische Meisterin
2023
 Ozeanien-Meisterin
 Australische Meisterin
Weltcup-Gesamtwertung und fünf Einzelsiege
2024
Weltcup-Gesamtwertung und vier Einzelsiege
 Olympiasiegerin
2025
 Weltmeisterschaften